# SingStar Latino
SingStar Latino es un juego de karaoke del sistema PlayStation 2 publicado por Sony Computer Entertainment Europe y desarrollado por SCEE y London Studio. Esta es la 12.ª entrega de la saga SingStar y la última para PlayStation 2. También es el 2º título exclusivo para España y esta vez también para Portugal. 
Cabe destacar, que recientemente se lanzó una versión para el mercado latinoamericano la cual salió el 24 de noviembre para las consolas PlayStation 2 y 3.
SingStar Latino como el juego original, es distribuido tanto sólo el juego (DVD), como el juego y un par de micrófonos acompañado - uno rojo y otro azul-. SingStar es compatible con la cámara EyeToy que sirve para visualizar a los jugadores en la pantalla mientras cantan.

## El Juego
SingStar Latino es un juego de karaoke popular en el que los jugadores cantan canciones para conseguir puntos. Los jugadores interactúan con la PS2 por los micrófonos USB, mientras una canción es mostrada, junto a su vídeo musical, en pantalla. Las letras de la canción son visualizadas durante toda la partida en la parte inferior de la pantalla. SingStar Latino reta a los jugadores a cantar como en las canciones originales, pero con su propia voz. Se trata de cantar lo más parecido o igualmente, intentando afinar igual, para poder ganar puntos. Normalmente, son 2 los jugadores los que compiten a la vez, aunque el juego incluye otro tipo de modos para más jugadores.
Esta versión está enteramente dedicada a ritmos latinos y canciones de artistas y cantantes españoles. 
SingStar Latino', como todo el resto de juegos de SingStar, excepto la primera entrega, mide el tono de un jugador y no lo compara con la voz original, esto quiere decir, que se puede cantar en cualquier octava más alta o más baja y aun así se pueden conseguir puntos. Esto está preparado para aquellos jugadores que no son capaces de cantar en un registro tan alto o tan bajo como la grabación original. Además, SingStar Latino incluye nuevos filtros de voz que pueden ser usados en el modo Playback para distorsionar o realzar la voz grabada durante la canción.
En SingStar se puede jugar a 3 niveles distintos de dificultad -fácil, medio y difícil-. Cuanto más alto es el nivel del juego, menos podremos desafinar del tono original.
Esta versión de SingStar permite cambiar el disco de SingStar que hay dentro de la consola al principio (Al que nos referiremos como Disco Maestro), para cambiar las canciones sin la necesidad de reiniciar tu consola. Cuando hemos cambiado el disco, la interfaz de juego, la funcionalidad y la apariencia siguen permaneciendo del Disco Maestro. Esto es bastante útil con la primera versión de SingStar, que tiene varios fallos además de carecer de la capacidad de cantar en una octava menor o mayor del registro original; esto significa que hay que cantar idéntico al cantante original, con lo que es mucho más difícil. 

### Modos de Juego
- Cantar Solo - Modo para que un solo jugador cante
- Dueto - Dueto para 2 jugadores, en el que al final de la canción, sumarán sus puntuaciones.
- Batalla - Modo para 2 jugadores en el que competirán por la mejor canción. A veces también con algunas canciones en dueto, sólo que sin sumar sus puntuaciones.
- Pasa el Micro - Modo multijugador especial para fiestas.

## SingStar LatinoLista de canciones

### Lista Española
| Artista                      | Canción                  | Observaciones       |
| ---------------------------- | ------------------------ | ------------------- |
| Alejandro Sanz               | ¿Y Si Fuera Ella?"       |                     |
| Aleks Syntek con Ana Torroja | "Duele El Amor "         | Dueto: Aleks / Ana  |
| Andrés Calamaro              | "Flaca "                 |                     |
| Andy & Lucas                 | "Quiéreme"               | Dueto: Andy / Lucas |
| Café Quijano                 | "Nada de Ná"             |                     |
| Carlos Baute                 | "Mi Medicina"            |                     |
| Chenoa                       | "Cuando Tu Vas"          |                     |
| Conchita                     | "Nada Que Perder "       |                     |
| David Bisbal                 | "Silencio "              |                     |
| El sueño de Morfeo           | "Para Toda La Vida"      |                     |
| Enrique Iglesias             | "Escapar"                |                     |
| Gloria Estefan               | "Mi Tierra"              |                     |
| Jarabe de Palo               | "Bonito "                |                     |
| Joaquín Sabina               | "Y nos dieron las diez"  |                     |
| Jon Secada                   | "Otro Día Más Sin Verte" |                     |
| Juan Luis Guerra y 4.40      | "Burbujas de Amor"       |                     |
| Juanes                       | "Volverte a Ver"         |                     |
| Julieta Venegas              | "Limón y Sal "           |                     |
| King África                  | "La Bomba"               |                     |
| La Mosca Tsé-Tsé             | "Para No Verte Más"      |                     |
| La Oreja de Van Gogh         | "Muñeca de Trapo"        |                     |
| La Quinta Estación           | "Tu Peor Error"          |                     |
| M Clan                       | "Miedo"                  |                     |
| Marcela Morelo               | "Corazón Salvaje"        |                     |
| Miguel Bosé                  | "Morena Mía "            |                     |
| Orishas                      | "¿Qué Pasa?"             | [RAP]               |
| Patricia Manterola           | "Que El Ritmo No Pare "  |                     |
| Paulina Rubio                | "Y Yo Sigo Aquí"         |                     |
| Thalía                       | "Tú y Yo"                |                     |
| Zucchero                     | "Baila Morena"           |                     |

[RAP]: La canción incluye Rapímetro total o parcialmente en la canción.
Dueto: Cantante 1 / Cantante 2: La canción es un dueto predefinido no cooperativo. Cada jugador será uno de los cantantes que participa en ella. Puedes elegir y cambiar qué micro será cada cantante.

### Lista Portuguesa
La lista de canciones portuguesa únicamente contiene 20 canciones, siendo una mezcla de canciones de la lista española con algunos temas portugueses nuevos.
| Artista                | Canción                       |
| ---------------------- | ----------------------------- |
| 4 Taste                | "Só Tu Podes Alcançar (Hide)" |
| Alejandro Sanz         | ¿Y Si Fuera Ella?"            |
| André Sardet           | "Quando Eu Te Falei De Amor"  |
| Anjos                  | "Sei Que Vou Mais Além"       |
| Docemania              | "Quente, Quente, Quente"      |
| D'ZRT                  | "Verão Azul"                  |
| Enrique Iglesias       | "Escapar"                     |
| Entre Aspas            | "Uma Pequena Flor"            |
| EZ Special             | "Sei Que Sabes Que Sim"       |
| Los Hermanos           | "Anna Júlia"                  |
| João Pedro Pais        | "Mentira"                     |
| Jon Secada             | "Otro día más sin verte"      |
| Juan Luis Guerra y 440 | "Burbujas de amor"            |
| King África            | "La Bomba"                    |
| Mickael Carreria       | "Baila P'ra Mim"              |
| Nelly Furtado          | "Força"                       |
| Paulo Gonzo            | "Sei-te de Cor"               |
| Paulo Praça            | "(Diz) A Verdade"             |
| Santamaria             | "Eu sei, tu és"               |
| Skank                  | "É Uma Partida De Futebol"    |

### Lista latinoamericana
El 15 de noviembre se presentó este título de SingStar en el continente americano, pero esta vez para la zona sur. Hasta ahora, las versiones disponibles a la venta en Norteamérica incluían solo canciones en inglés. Es por esto que se lanza al fin este título en español en América, con el que al fin el producto se introduce en todo el continente, aunque por el momento los puntos de venta se encuentran en los Estados Unidos
Por otra parte, este título se trata de una reedición del ya lanzado en España junto con otras
canciones de otros títulos anteriores como SingStar, SingStar Pop, SingStar Pop Hits, o SingStar Rocks!
| Artista                 | Canción                           |
| ----------------------- | --------------------------------- |
| Ana Torroja             | "Los Amantes"                     |
| Antonio Flores          | "No dudaría"                      |
| Azúcar Moreno           | "Solo Se Vive Una Vez"            |
| Camela                  | "Cuando Zarpa El Amor"            |
| Carlos Baute            | "Mi Medicina"                     |
| Chambao                 | "Poquito a Poco"                  |
| Chenoa                  | "Cuando Tú Vas"                   |
| Coti                    | "Antes Que Ver El Sol"            |
| David Bisbal            | "Ave María"                       |
| David Bisbal            | "Bulería"                         |
| El Arrebato             | "Buscate Un Hombre Que Te Quiera" |
| Guaraná                 | "Noche en Vela"                   |
| Héroes del Silencio     | "Mar Adentro"                     |
| Héroes del Silencio     | "Maldito Duende"                  |
| Jon Secada              | "Otro Día Más Sin Verte"          |
| Juan Luis Guerra y 4.40 | "Burbujas de Amor"                |
| La Oreja de Van Gogh    | "20 de Enero"                     |
| La Oreja de Van Gogh    | "Muñeca de Trapo"                 |
| La Quinta Estación      | "Tú Peor Error"                   |
| Malú                    | "Toda"                            |
| Marcela Moreno          | "Corazón Salvaje"                 |
| Marta Sánchez           | "Desesperada"                     |
| Mecano                  | "Un Año Más"                      |
| Natalia Lafourcade      | "En el 2000"                      |
| Olé Olé                 | "No Controles"                    |
| Patricia Manterola      | "Que El Ritmo No Pare"            |
| Paulina Rubio           | "Y Yo Sigo Aquí"                  |
| Pereza                  | "Como Lo Tienes Tú"               |
| Conchita                | "Nada Que Perder"                 |

## Curiosidades
- Jon Secada - Otro Día Más Sin Verte es la versión española de la ya incluida en SingStar Rock Ballads Just Another Day (Without You) del mismo artista.
- En King África - La Bomba el 60 % de las frases de la canción están establecidas como estilo libre, es decir, son fragmentos de la canción que no son puntuados por el juego ni medidos en que tono se cantan. Es parecido a lo que ocurría con Junior - Down Down en SingStar